# Diplôme d'État d'ambulancier
Pour les articles homonymes, voir DEA.
En France, l'accès à la profession d'ambulancier est règlementée par l'obtention du diplôme d’État d’ambulancier. L'admission en Institut de formation d'ambulanciers (IFA) se fait d'abord sur dossier puis lors d'un entretien de motivation.

## Admission
L'admission se fait après la validation de trois épreuves :
- un stage d'orientation professionnelle d'une durée de 70 heures (dispensable par l’exercice du métier d'auxiliaire ambulancier pendant un mois) ;
- une épreuve d'admissibilité sur dossier ;
- une épreuve d'admission orale constant en un entretien de motivation.

## Programme
Depuis 2022, la formation se compose de 23 semaines de cours :
- 16 semaines de cours théoriques et pratiques (556 heures)
- 7 semaines de stages en milieu professionnel (245 heures)

### Modules
L'enseignement est dispensé sous forme d'unités d'enseignement, appelées "Modules" :
- Module 1 : Relation et communication avec les patients et leur entourage
- Module 2 : Accompagnement du patient dans son installation et ses déplacements
- Module 3 : Mise en œuvre des soins d'hygiène et de confort adaptés et réajustement
- Module 4 : Appréciation de l'état clinique du patient
- Module 5 : Mise en œuvre de soins adaptés à l'état du patient notamment ceux relevant de l'urgence
- Module 6 : Préparation, contrôle et entretien du véhicule adapté au transport sanitaire terrestre
- Module 7 : Conduite du véhicule adapté au transport sanitaire terrestre dans le respect des règles de circulation et de sécurité routière et de l'itinéraire adapté à l'état de santé du patient
- Module 8 : Entretien du matériel et des installations du véhicule adapté au transport sanitaire terrestre et prévention des risques associés
- Module 9 : Traitement des informations
- Module 10 : Travail en équipe pluriprofessionnelle, qualité et gestion des risques

### Stages
Sept semaines de stages doivent être effectuées : 
- cinq semaines en milieu hospitalier dont :
  - trois en court et moyen séjour (EHPAD, psychiatrie, soins de suite et réadaptation),
  - une en service d'urgences (ou 2 semaines si aucun stage en SMUR n'a été trouvé),
  - une dans un service mobile d'urgence et de réanimation (SMUR) ;
- deux semaines en entreprise de transport sanitaire.